# Marienburger Höhe
Die Marienburger Höhe ist ein Stadtteil im Südosten von Hildesheim (in Niedersachsen), in dem sich die Universität Hildesheim befindet.

## Geografie

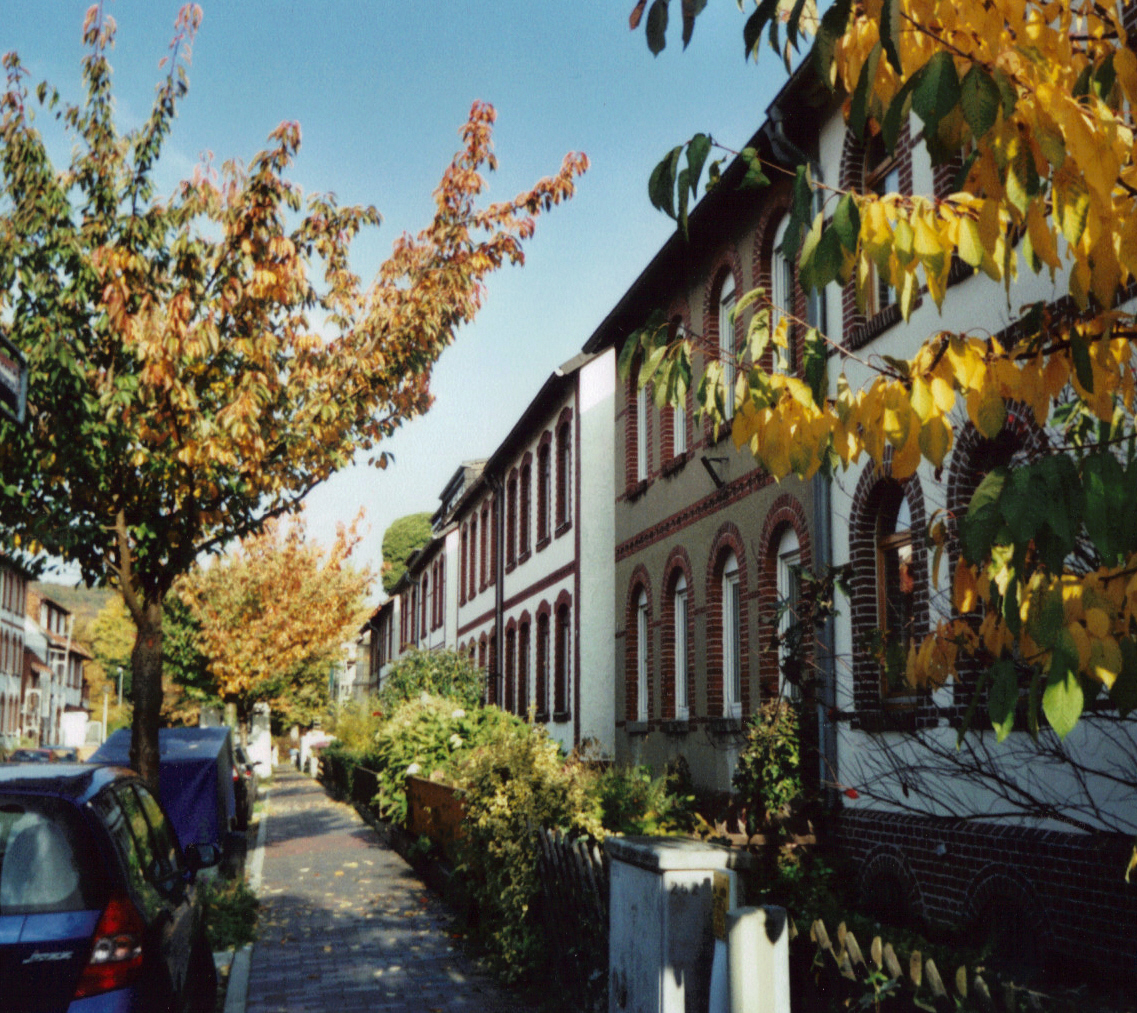
Eine der ältesten Straßen der Marienburger Höhe ist die Scharnhorststraße.

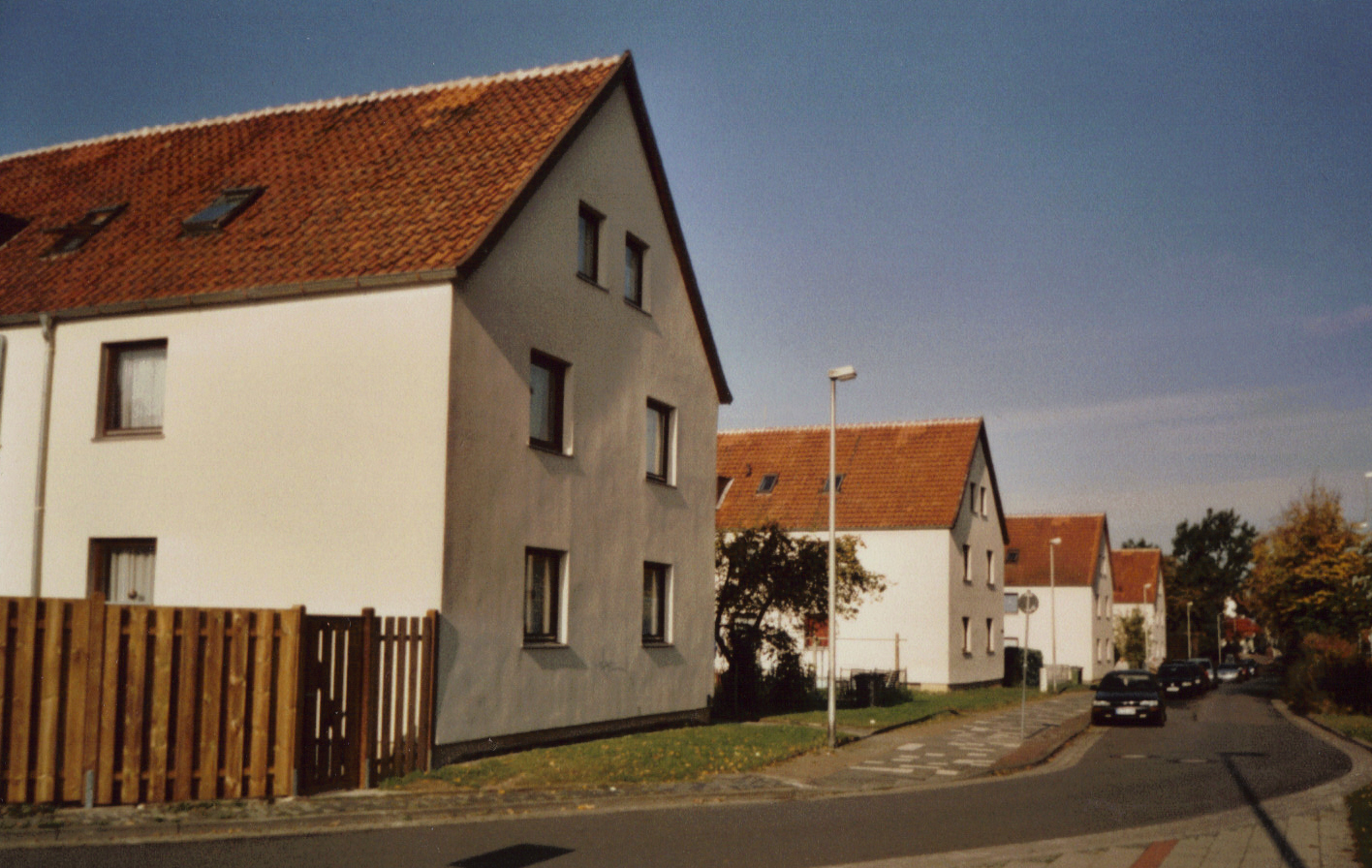
Typische Mietshäuser vom Ende der 1930er Jahre in der Marienburger Straße

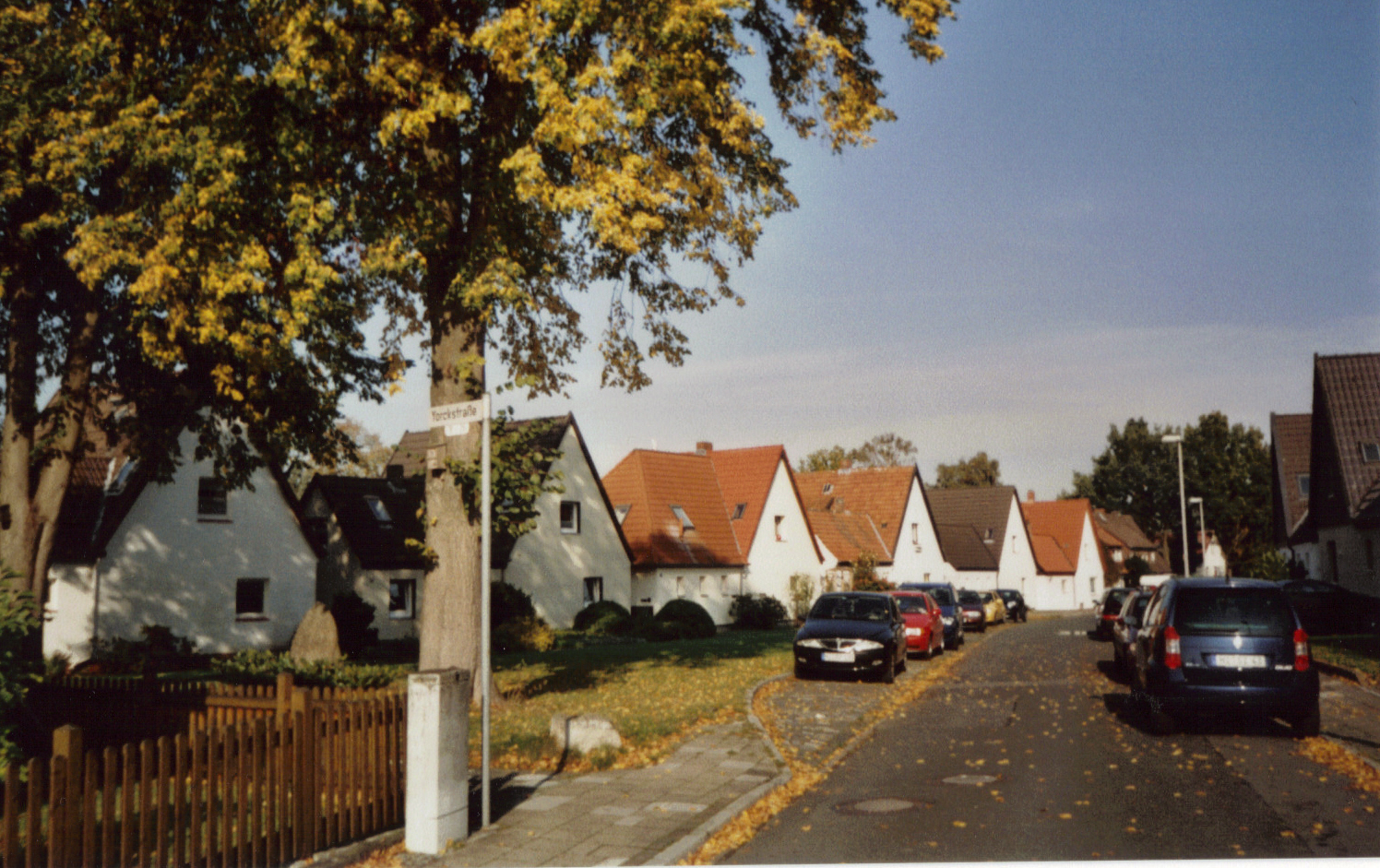
Typische Einfamilienhäuser vom Ende der 1930er Jahre in der Yorckstraße

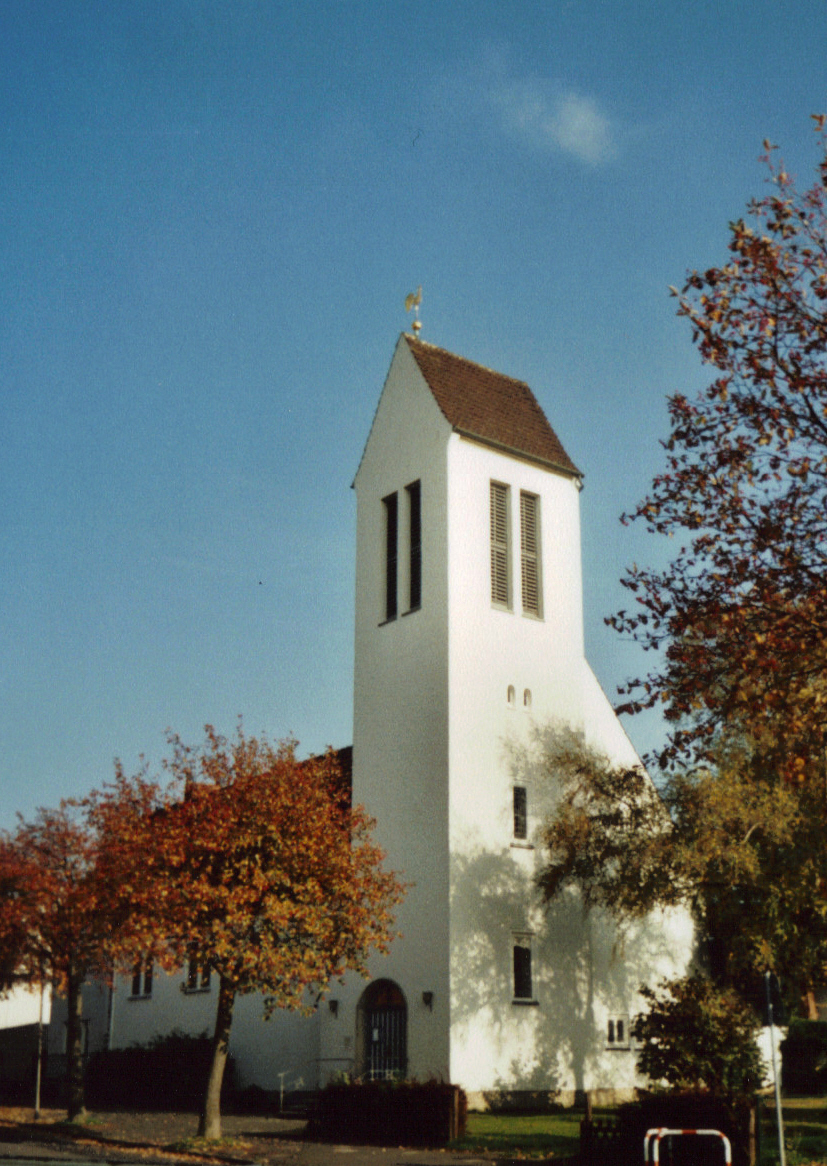
St. Timotheus (1953)

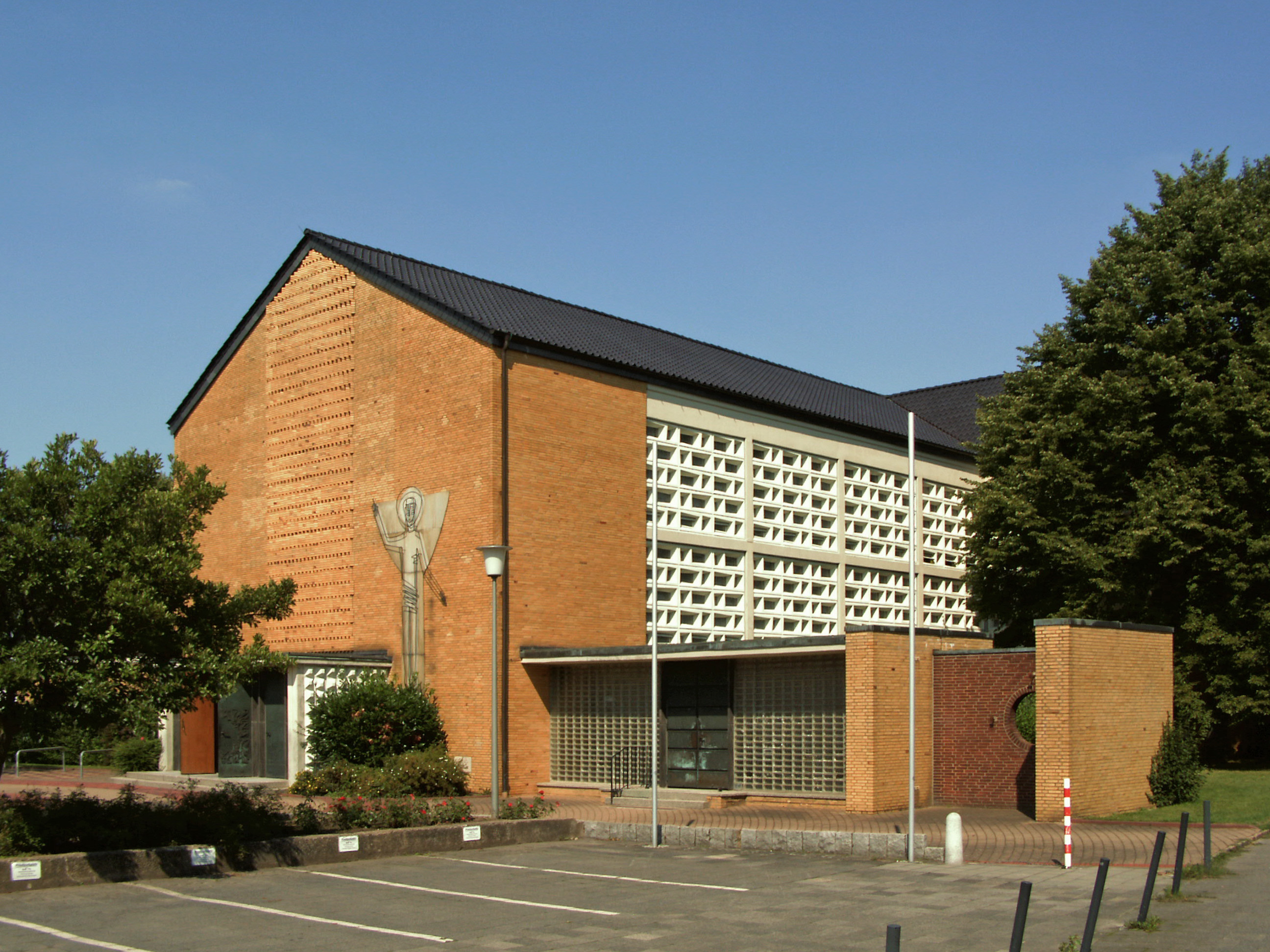
Liebfrauenkirche (1964)

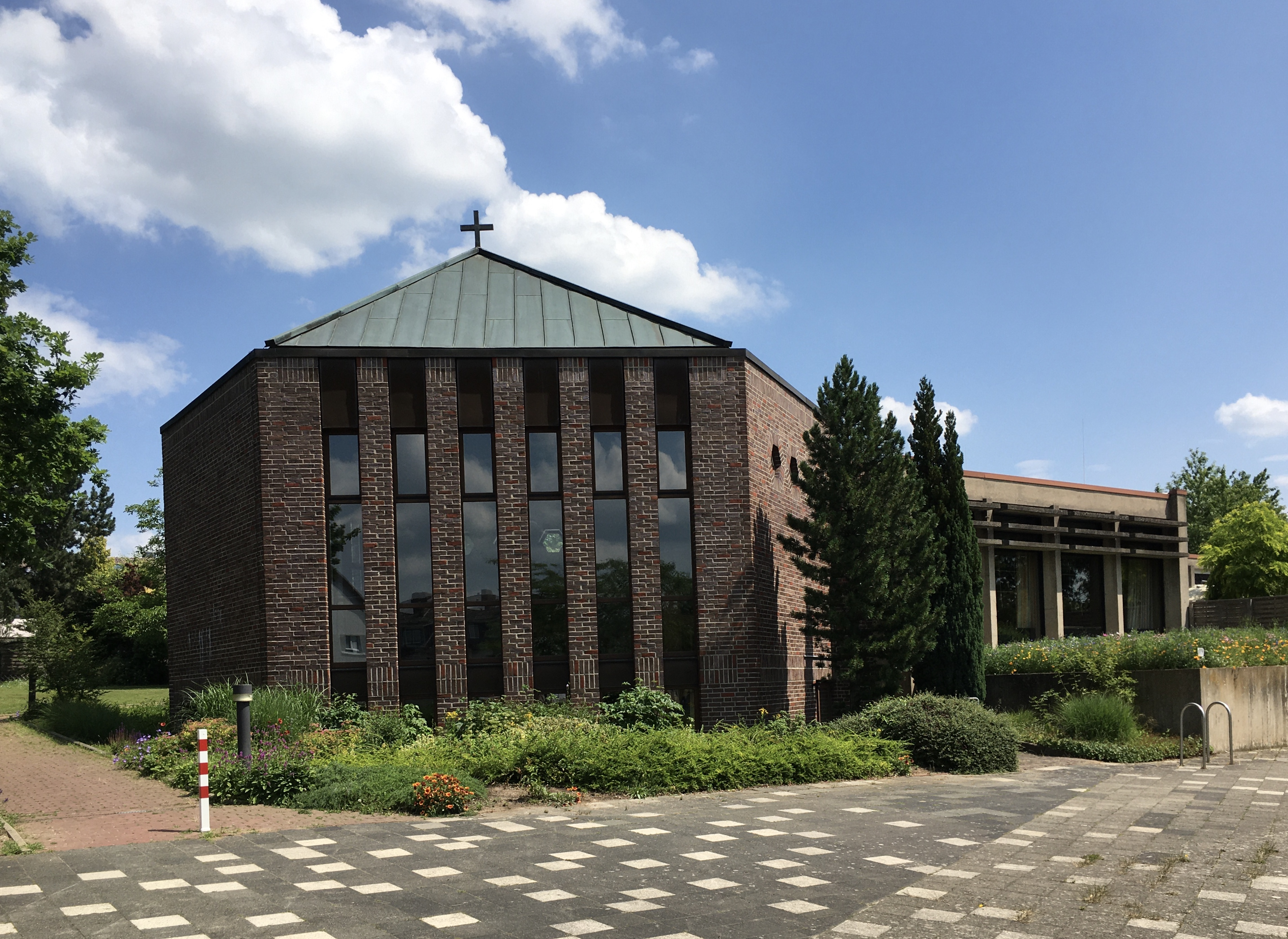
Matthäus-Kirche (1987)

Der Stadtteil Marienburger Höhe dehnt sich im Südosten von Hildesheim beiderseits der Marienburger Straße in nördlicher bis nordöstlicher sowie in südlicher bis südwestlicher Richtung aus.  An der Marienburger Straße gibt in Höhe der Abzweigung Schneidemühler Straße ein Schild den Beginn des Stadtteiles an. Die Entfernung zur Innenstadt beträgt rund 3 km.
Der Stadtteil wird im Westen durch die Bahnstrecke Hildesheim–Goslar begrenzt. Hier befindet sich mit knapp 90 m ü. d. M. der am tiefsten gelegene Teil der Marienburger Höhe. Im Osten des Stadtteils steigt das Gelände erheblich an und erreicht im Bereich von Stettiner und Neidenburger Straße eine Höhe von bis zu 130 m über dem Meeresspiegel. Die östliche Begrenzung des Stadtteils bildet der 164 m hohe bewaldete Galgenberg. Im Süden wird der Stadtteil durch den Südfriedhof vom Stadtteil Itzum getrennt.
Die Marienburger Höhe bildet zusammen mit dem Galgenbergviertel die Ortschaft „Marienburger Höhe mit dem Galgenberg“ mit einem eigenen Ortsrat von 11 Mitgliedern. Zum 31. Dezember 2020 lebten dort auf einer Fläche von 426 ha 9473 Menschen.

## Geschichte
Als die Einwohnerzahl Hildesheims während der Gründerzeit stark anstieg, wurde 1892 zur Schaffung preisgünstigen Wohnraums für einkommensschwache Bürger die Gemeinnützige Baugesellschaft Hildesheim gegründet. Sie ließ 1902 im Bereich von Scharnhorst-, Körner- und Blücherstraße die ersten Häuser des heutigen Stadtteils Marienburger Höhe bauen. Kurz danach entstanden die 1904 so benannte Schillstraße und die Gneisenaustraße, die ihren Namen 1907 erhielt. Es handelte sich bei den Gebäuden um relativ schlichte Ein- und Zweifamilienhäuser für kinderreiche Familien im Stil der damaligen Zeit. Es war sicher kein Zufall, dass sie bewusst außerhalb des damals bebauten Stadtgebietes errichtet wurden – Hildesheim reichte um 1900 im Südosten nur bis zur Feld- und Struckmannstraße. An der Marienburger Straße, unter diesem Namen zum ersten Mal 1870 erwähnt, hatte man nur zwischen Goschentor und Quedlinburger Straße vereinzelt einige Häuser gebaut. Den meisten Hildesheimern waren die Bewohner des neuen Viertels suspekt: Es erhielt im Volksmund den Namen „Klemmbutz“, wobei „klemmen“ nichts anderes bedeutete als „stehlen“.
In den 1930er Jahren dehnte sich der neue Stadtteil nach Süden aus: An der Marienburger Straße wurden vier Mehrfamilienhäuser gebaut, die man „Volkswohnungen“ nannte. Außerdem entstand südlich der Stralsunder Straße, die ihren Namen 1931 erhielt, nach 1933 die mit öffentlichen Mitteln geförderte Siedlung Großer Saatner aus Einfamilienhäusern mit Gärten zur Selbstversorgung für kinderreiche Familien. Viele von ihnen sind noch heute unverkennbar erhalten, z. B. im Bereich von Yorck- und Lützowstraße, Am Pfingstanger, An den Osterstücken und Am Kuhanger.
Im Zweiten Weltkrieg fielen bei dem Luftangriff auf Hildesheim am 3. März 1945 gegen 10:30 Uhr Bomben auf die Siedlung Großer Saatner, die möglicherweise der weiter westlich verlaufenden Bahnlinie galten. Da man sich am Stadtrand vor Bomben sicher geglaubt hatte, hielten sich während des Luftangriffs viele Menschen nicht im Keller auf. Unter anderem im südlichen Abschnitt der Yorck- und vor allem in der Lützowstraße wurden mehrere Häuser zerstört. Bei einem Volltreffer auf das Haus Marienburger Straße 91d kamen 9 Menschen ums Leben, auch in der Yorck- und Lützowstraße gab es mehrere Tote zu beklagen.
Bis in die 1950er Jahre war das Gebiet östlich der Marienburger Straße noch unbebaut. Die ersten Mehrfamilienhäuser zwischen Marienburger und Insterburger Straße entstanden um 1954 in dem für die damalige Zeit typischen Baustil. Mit einem großflächigen Ausbau des Stadtteils wurde 1964 begonnen. In dieser Zeit entstanden zahlreiche Einfamilienhäuser zwischen Ortelsburger und Braunsberger Straße sowie ab 1970 die heute von der Universität genutzten Gebäude. Mitte der 1980er Jahre war der Ausbau des Stadtteils praktisch abgeschlossen.

## Politik

### Ortsrat
Der Ortsrat, der die Ortschaft Marienburger Höhe/Galgenberg vertritt, setzt sich aus elf Mitgliedern zusammen. Die Ratsmitglieder werden durch eine Kommunalwahl für jeweils fünf Jahre gewählt.
Bei der Kommunalwahl 2021 ergab sich folgende Sitzverteilung:
| Ortsrat 2021Insgesamt 11 Sitze - SPD: 2 - Grüne: 4 - Unab.: 1 - FDP: 1 - CDU: 3 | Ortsratswahl 2021Wahlbeteiligung: 55,87 % 403020100 35,08 %27,56 %22,78 %5,70 %5,21 %3,68 % GrüneCDUSPDUnab.dFDPLinkeAnmerkungen:d Die Unabhängigen |

### Ortsbürgermeister
Ortsbürgermeister ist seit November 2021 Norbert Frischen (Bündnis 90/Die Grünen). Stellvertretende Ortsbürgermeister sind Cristinel-Ioan Parecker (SPD) und Marvin Alexander Häffs (FDP).
Bisherige Ortsbürgermeister waren Nicole Reuss (SPD), Mai 2018 bis November 2021, Stefan Gerlach (SPD), 2011 bis Mai 2018.

## Kultur und Sehenswürdigkeiten
Auf der Marienburger Höhe finden sich Gebäude aus vielen verschiedenen Stilepochen vom Beginn bis zum Ende des 20. Jahrhunderts. In den ältesten Straßen des Stadtteils – Schill-, Scharnhorst-, Blücher-, Körner- und Gneisenaustraße – findet man Reihenhäuser aus der Gründerzeit, die in bewusst einfachem Stil für einkommensschwache Familien errichtet wurden. In den zwanziger Jahren wurden auf etwas größeren Grundstücken Einfamilienhäuser in den Straßen Großer Saatner und Am Roten Steine gebaut.
Eine rege Bautätigkeit setzte in den 1930er Jahren ein, als mit öffentlichen Mitteln die Siedlung Großer Saatner mit Einfamilienhäusern mit Gärten zur Selbstversorgung für kinderreiche Familien angelegt wurde. An der Marienburger Straße wurden für die gleiche Zielgruppe vier markante Mietshäuser gebaut, die sich noch heute deutlich von den anderen Wohnhäusern des Stadtteils abheben.
Eine Kirche entstand im Stadtteil erst nach dem Zweiten Weltkrieg: St. Timotheus wurde 1953 errichtet.
Ein nicht unerheblicher Teil der Marienburger Höhe besteht heute aus Einfamilienhäusern aus den 1960er und 1970er Jahren. In dieser Zeit (1964) wurde auch die katholische Liebfrauenkirche gebaut. Das markanteste Gebäude ist die 1965 bis 1973 als Pädagogische Hochschule errichtete Universität Hildesheim im Stil des Brutalismus. In unmittelbarer Nähe entstand 1970 in der Braunsberger Straße das Gemeindezentrum der evangelischen Matthäusgemeinde durch den Architekten Dieter Oesterlen, ebenfalls in Sichtbeton. Der erst 1987 ergänzte Kirchenraum ist ein typisches Beispiel für die Architektur der 1980er Jahre.

## Wirtschaft und Infrastruktur
Das Rückgrat des Stadtteils bildet die stark befahrene Marienburger Straße. Auf ihr verkehren nicht nur die Stadtbuslinien 1, 4, 10 und 104 (Abendlinie ab 20:30), die den Stadtteil mit Innenstadt, Hauptbahnhof sowie anderen Stadtteilen verbinden, sondern auch weitere Buslinien, die die Verbindung zwischen Hildesheim und zahlreichen umliegenden Dörfern darstellen.
Die Bahnstrecke Hildesheim–Goslar, die in einer Tallage unterhalb des Stadtteils verläuft und durch Wiesen sowie durch das Waldstück Großer Saatner von ihm getrennt wird, hat für die Erschließung der Marienburger Höhe keine Bedeutung: Die Entfernung zu den Wohngebieten ist zu groß, als dass sich z. B. die Einrichtung eines Haltepunktes lohnen würde, zudem läge er zu dicht am Ostbahnhof, der von zwei Regionallinien bedient wird. Sowohl der Ostbahnhof als auch der Hauptbahnhof kann mit dem Stadtverkehr Hildesheim (SVHI) gut erreicht werden.
Der Marienburger Platz bildet geografisch fast genau den Mittelpunkt des Stadtteils. Hier befinden sich mehrere Geschäfte, ein Supermarkt sowie unweit davon die Universität Hildesheim.
Der Stadtteil verfügt über mehrere Kindergärten, eine Kindertagesstätte, zwei Grundschulen, eine Haupt- und eine Realschule. Als erste Kirche des Stadtteils entstand schon 1953 die evangelische Timotheuskirche, die heute das Center for World Music der Universität beherbergt. Es folgten die katholische Liebfrauen- und die evangelische Matthäuskirche. In der Ortelsburger Straße wurde bereits in den 1960er Jahren ein großes Altenheim gebaut.
Die Marienburger Höhe ist heute ein beliebtes Wohngebiet mit einem hohen Freizeitwert. Im Stadtteil dehnen sich mehrere Dauerkleingartenanlagen aus. Zahlreiche Rad- und Wanderwege erschließen das Waldstück Großer Saatner, das Tal der Innerste und den bewaldeten Galgenberg. Beliebte Ausflugsziele wie der Bismarckturm, die Volkssternwarte Gelber Turm und das Ausflugsrestaurant Brockenblick sind gut zu Fuß erreichbar. Der Badesee Tonkuhle ist zu Fuß nur wenige Minuten vom Marienburger Platz entfernt und wird im Sommer viel besucht.